# Szimon Fjodorovics Usakov

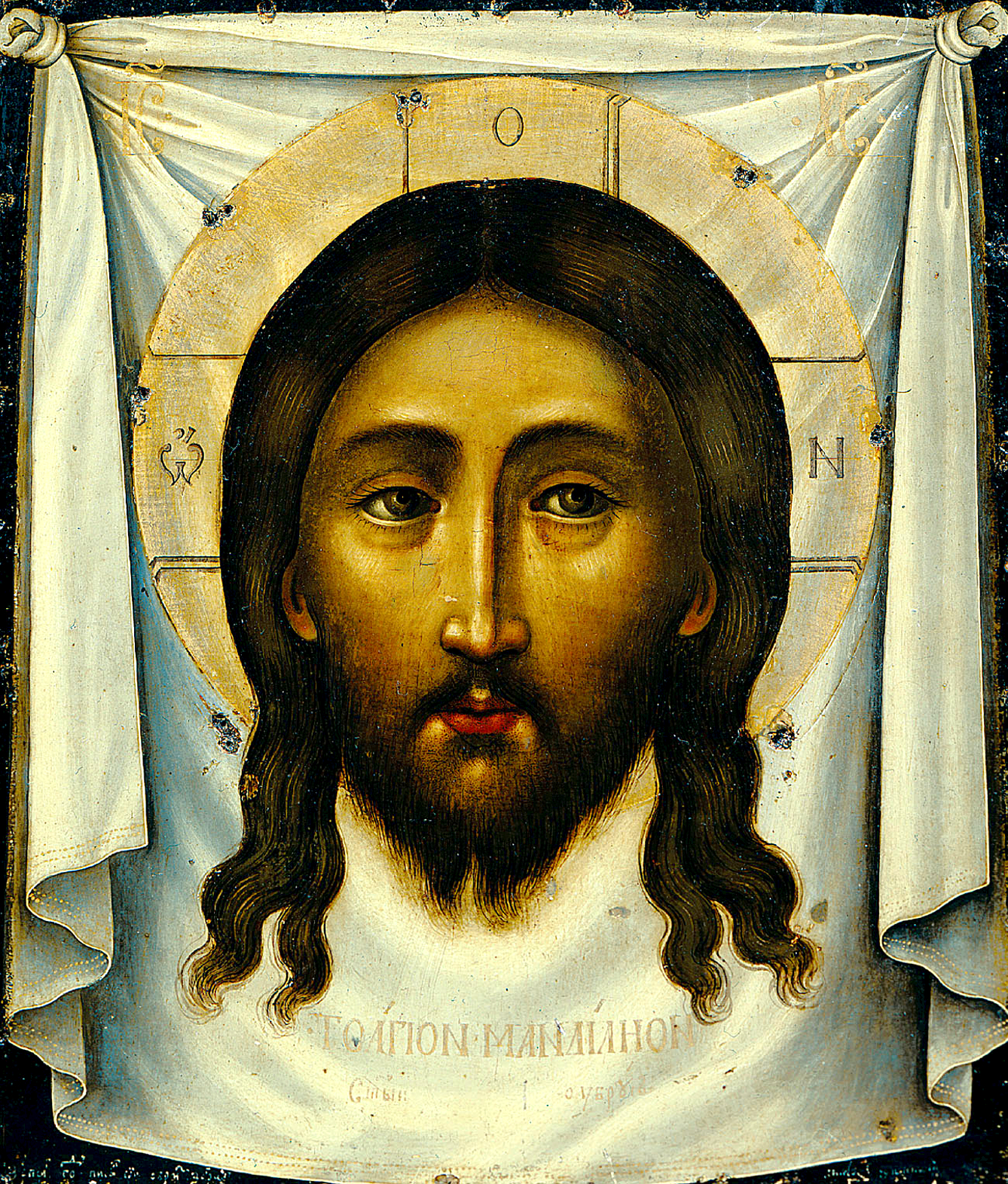
A Megváltó arcképe (1658)

Szimon Fjodorovics Usakov (oroszul: Симон /Пимен/ Федорович Ушаков; Moszkva, 1626. — Moszkva, 1686. június 25.) orosz ikonfestő és grafikus.

## Munkássága
Stílusát a régi orosz ikonfestő hagyományok, a bizánci elemek és a nyugat-európai festészet stíluselemeinek ötvözése jellemzi. Nagy előrelépés, újítás volt ez a 17. századi Orosz Birodalomban. Az ikonok arcképfestészete kissé közeledett a valóságos portréfestészethez. Usakov tanítványai is lelkesedtek ehhez az élethez közelebbi festési módhoz. Egyházi és világi körökben talált Usakov megértésre és erős ellenérzésekre is. Végül az ő útja győzött, lényegében ő lett az első orosz portréfestő. Az orosz rézkarc- és rézmetszetkészítés kezdete is az ő tevékenységéhez kötődik.
Fjodor Zubov (1615—1689) miniatúrák, ikonok festője és rézmetsző volt Usakov legközvetlenebb munkatársa, Usakov halála után ő lett az utódja, a továbbiakban ő szervezte az egyházi építkezéseket és a templomok díszítését. Usakov ikonfestő és iskolájának tevékenysége szervesen kapcsolódott Nyikon moszkvai pátriárka (1652-1666) egyházi reformjaihoz. Nyikon pátriárka 1666-os lemondatása után is zavartalanul működött Usakov, mert élvezte Alekszej orosz cár és utódainak kegyét.
Kifejezett arcképei a szentekről mintegy azt érzékeltetik, hogy ezeket nem is emberi kéz festette, ennek a kifejezéséhez nagy mesterségbeli tudás kellett, ennek egyik reprezentatív darabja A Megváltó arcképe 1658-ból.

## Művei
- Istenanya-ábrázolás Vlagyimirból (Mihály-székesegyház, Moszkva)
- Angyali üdvözlet (Grúz Istenanya templom, Moszkva)
- Ikonok (Szentháromság–Szergij-kolostor, Moszkva mellett)

## Galéria

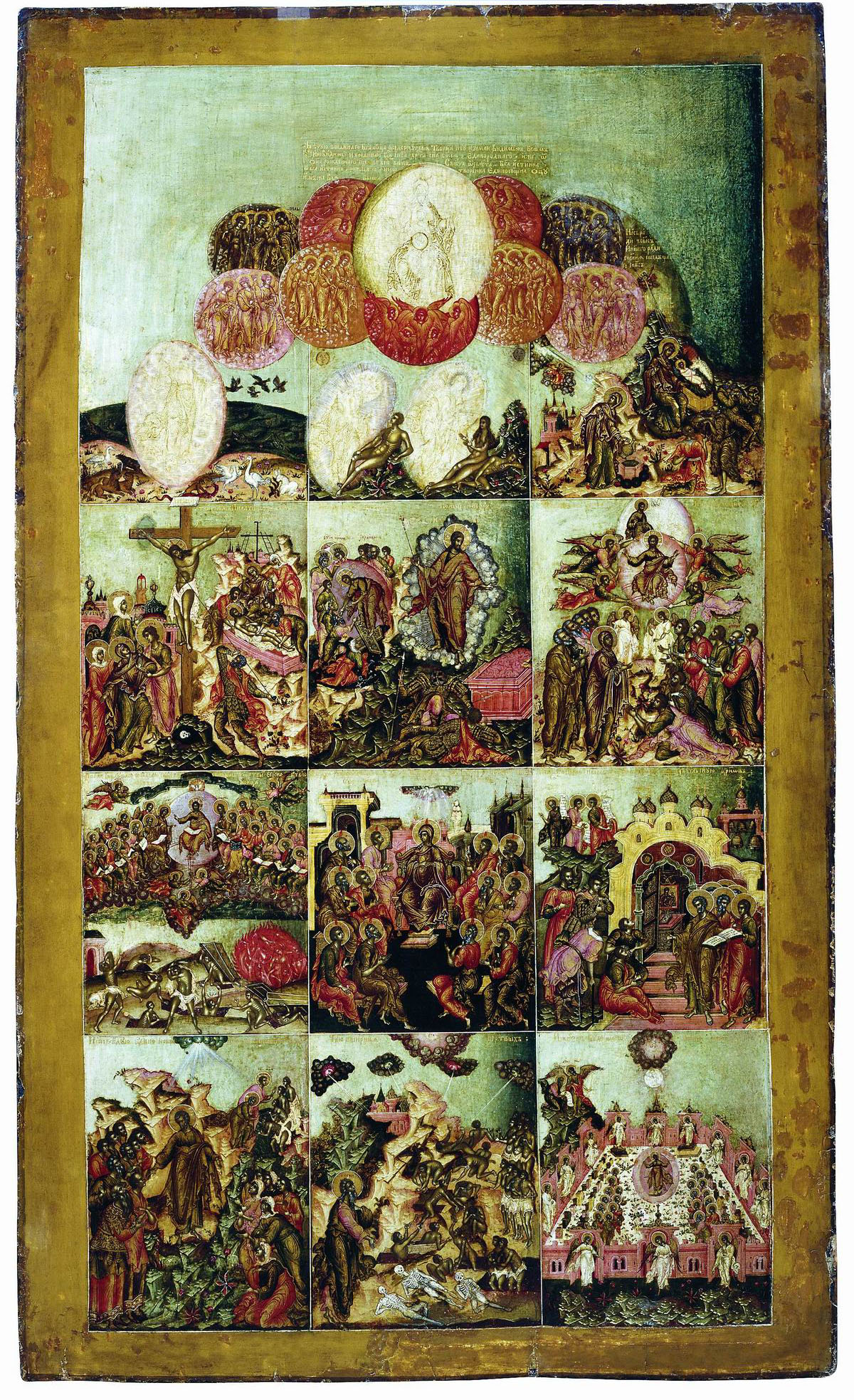
A hit szimbóluma (1668)
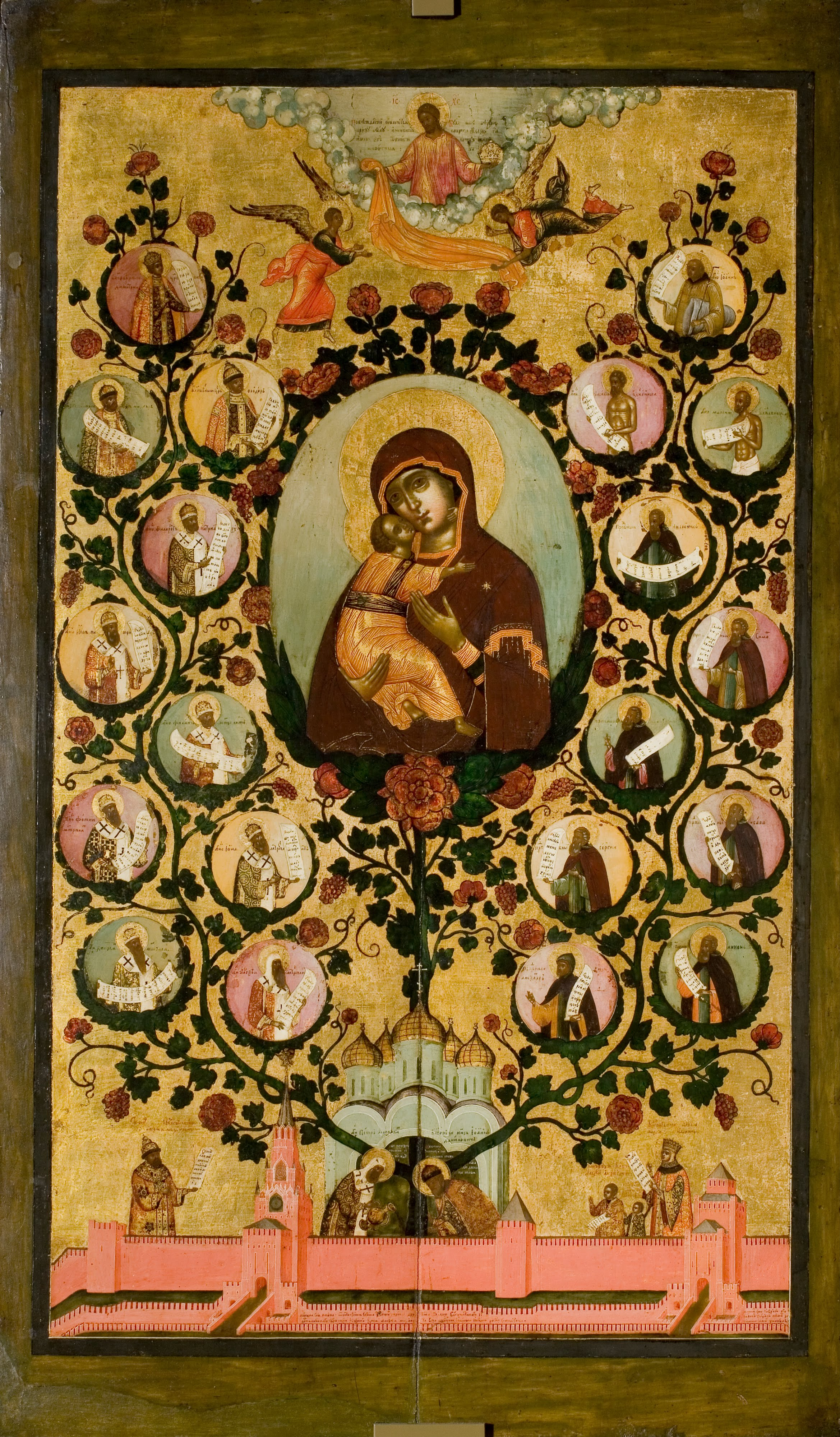
Ikon a Vladimiri Isten anya dicséretére (1668)
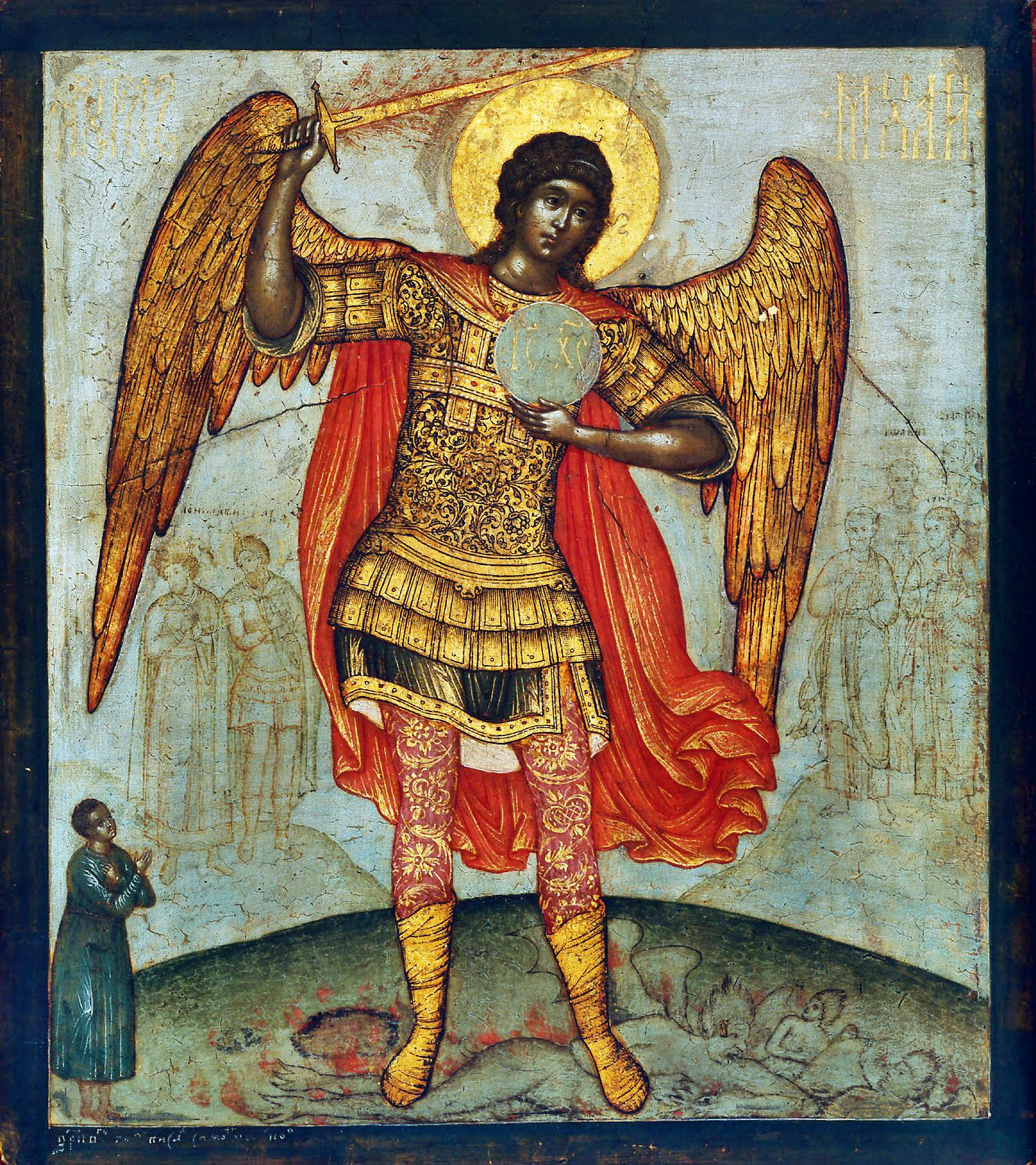
Mihály Arkangyal legyőzi az ördögöt (1676)
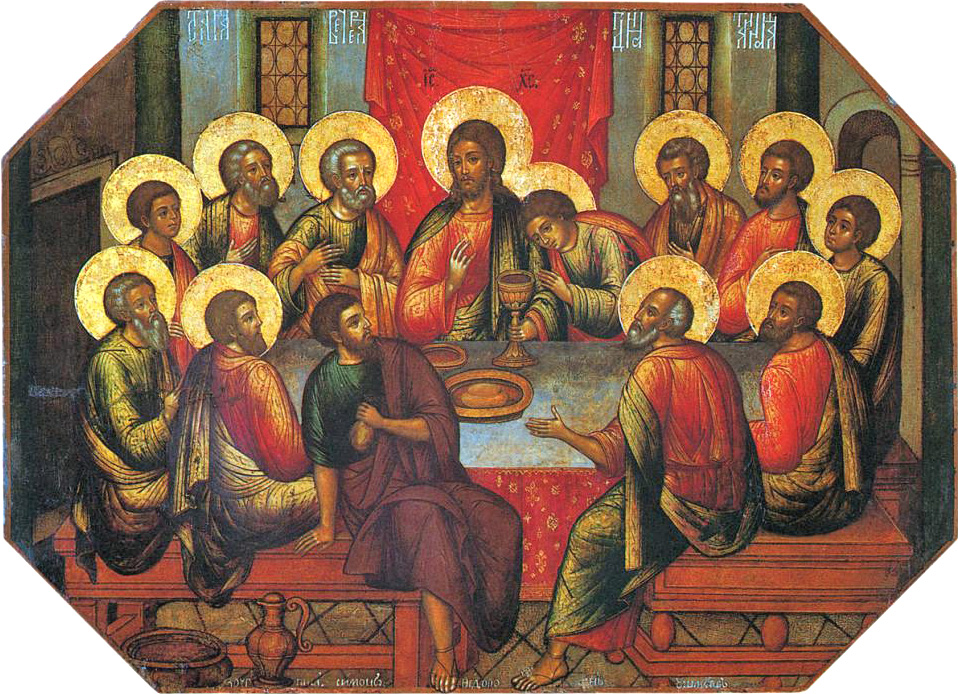
Az utolsó vacsora (1685)
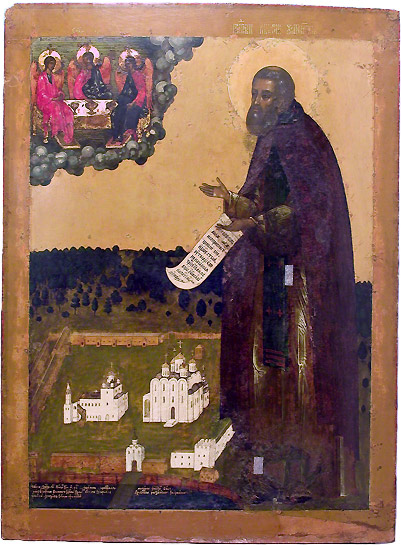
Szent Macarius